# 井上誠昌堂
株式会社井上誠昌堂（いのうえせいしょうどう）は、かつて存在した医薬品・医薬部外品などの販売、不動産賃貸業を行っていた企業。バイタルネット傘下で、富山県高岡市に本社を置いていた。東邦薬品の共創未来グループ傘下「株式会社ファイネス」の前身の一つである。

## 沿革
- 1869年1月：和漢薬の販売を主業務に創業。その後、中国東北部の奉天（現・瀋陽市）及び大連市に支店を開設。
- 1949年12月24日：現社名に商号変更。
- 1989年：仙台市のサンエスに秋田県内における営業権を譲渡。
- 1999年9月：薬粧物流センターを開設。
- 2000年7月：電子商取引システム「eSAILS」を開始（利用には会員登録が必要）。
- 2004年7月：薬粧部門を名古屋市の中北薬品へ譲渡。
- 2007年4月：仙台市のバイタルネットに4万6000株を譲渡。同社の子会社となる。
- 2014年1月 - 株式会社フレットに吸収合併され解散。（株式会社フレットは株式会社ファイネスに社名変更）

## 営業拠点
- 富山県：高岡支店、富山支店、魚津店
- 石川県：金沢支店、七尾支店、小松店
- 福井県：福井支店、敦賀店
- 新潟県：新潟支店、上越支店、長岡支店

## 主な取引メーカー
- 武田薬品、アステラス製薬、大日本住友製薬、中外製薬